# Touch of Sin
Touch of Sin (рус. «Прикосновение греха») — четвёртый студийный альбом немецкой хэви-метал группы Sinner. Выпущен в сентябре 1985 года на лейбле Noise Records.
В записи этого альбома участвовал гитарист Герман Франк, ушедший годом ранее из известной группы Accept. Также сменился и барабанщик — после ухода Ральфа Шульца, на его место был принят Берни ван дер Граф.
Заметен уход в сторону более коммерческого звучания — это заметно как и по текстам песен, так и в некоторых песнях заметно небольшое влияние хард-рока.

## Список композиций
Тексты и музыка всех песен написаны Мэтом Синнером.
| №                   | Название                | Длительность |
| ------------------- | ----------------------- | ------------ |
| 1.                  | «Born to Rock»          | 3:38         |
| 2.                  | «Emerald»               | 3:37         |
| 3.                  | «Bad Girl»              | 3:40         |
| 4.                  | «Shout!»                | 3:51         |
| 5.                  | «The Storm Broke Lose»  | 3:25         |
| 6.                  | «Out of Control»        | 4:02         |
| 7.                  | «Too Late too Run Away» | 3:15         |
| 8.                  | «Hand of Fate»          | 3:00         |
| 9.                  | «Masquerade»            | 2:59         |
| 10.                 | «Open Arms»             | 2:58         |
| Общая длительность: | Общая длительность:     | 38:31        |

## Участники записи
- Мэт Синнер — вокал, бас-гитара;
- Хельмо Стоунер — электрогитара;
- Герман Франк — электрогитара;
- Берни ван дер Граф — ударные.
- Продюсер — Дирк Штеффенс
- Исполнительный продюсер — Карл Вальтербах

## Издания
В Японии этот альбом был выпущен вместе с предыдущим альбомом группы — Danger Zone 1984 года выпуска.